# Le Bonhomme
Le Bonhomme (deutsch Diedolshausen) ist eine französische Gemeinde mit 753 Einwohnern (Stand 1. Januar 2022) im Département Haut-Rhin in der Region Grand Est (bis 2015 Elsass).  Sie gehört zum Gemeindeverband Communauté de communes de la Vallée de Kaysersberg.

## Geographie

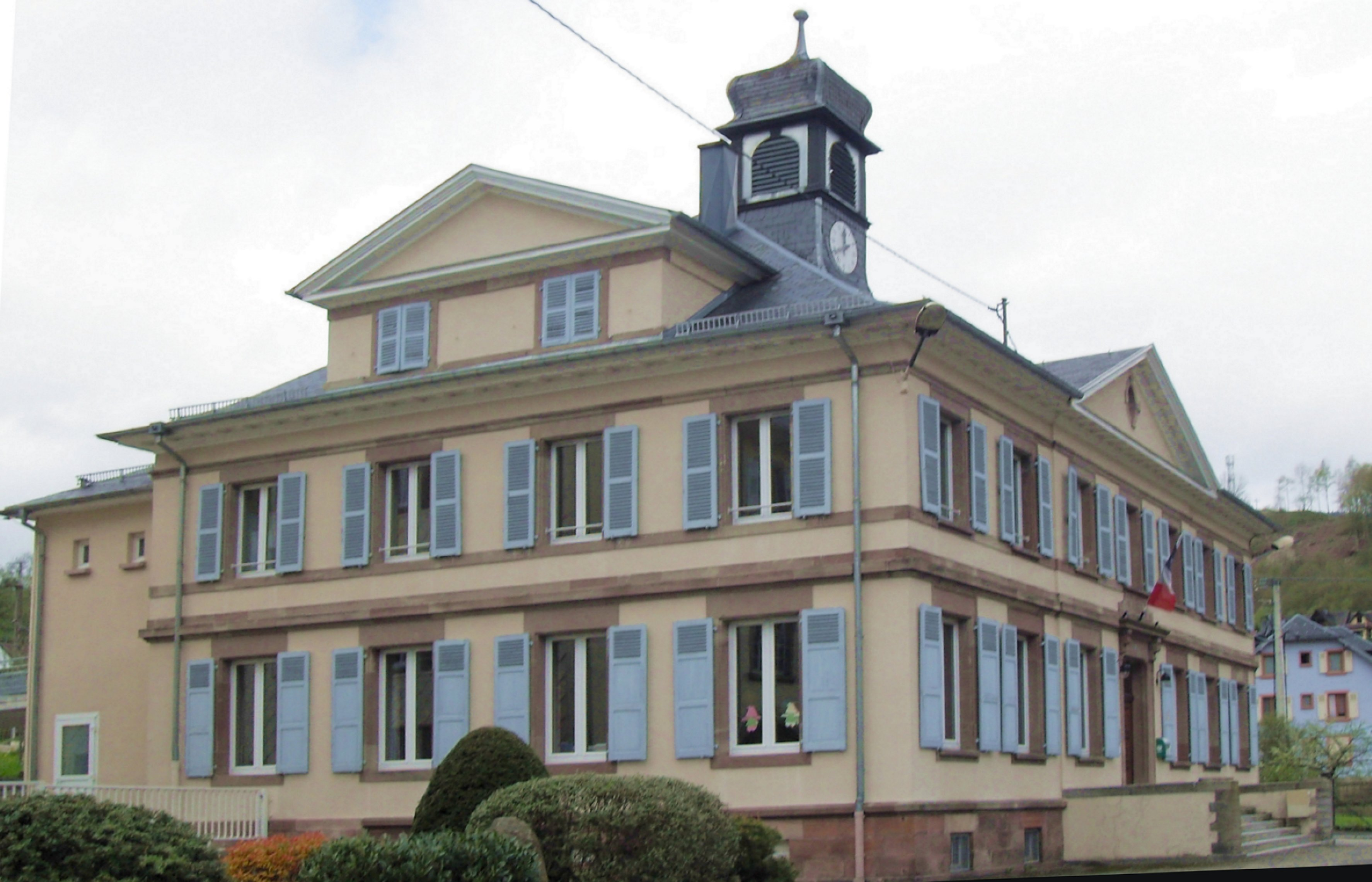
Mairie Le Bonhomme

Le Bonhomme liegt etwa 15 Kilometer südwestlich der Stadt Sainte-Marie-aux-Mines (dt. Markirch) und 25 km westnordwestlich von Colmar an der Mündung des Baches Bagenelles (dt. Beschbach) in die Béhine  (dt. Bechine). Der 949 m hohe Col du Bonhomme (dt. Diedolshauser Pass) westlich der Gemeinde ist ein bedeutender Pass über die Vogesen, über den die Départementsstraße D 415 führt. Überragt wird das Dorf von der Ruine Burg Gutenburg (Burg Judenburg). Das Gemeindegebiet gehört zum Regionalen Naturpark Ballons des Vosges.

## Geschichte
Die ältere Geschichte des Dorfs ist eng mit derjenigen der Burgen Gutenburg und  Honack verknüpft, die früher zusammen mit dem Dorf Diedolshausen und anderen Ortschaften zum Amt Hohnack oder Urbeis der Herrschaft Rappoltstein gehörten.
Von 1871 bis zum Ende des Ersten Weltkrieges gehörte Diedolshausen als Teil des Reichslandes Elsaß-Lothringen zum Deutschen Reich und war dem Kreis Rappoltsweiler im Bezirk Oberelsaß zugeordnet.

### Demographie
| Jahr | Einwohner | Anmerkungen                                                                                             |
| ---- | --------- | --- |
| 1793 | 1009      | [ 2 ]                                                                                                   |
| 1821 | 1186      | Dorf |
| 1846 | 1215      | [ 2 ]                                                                                                   |
| 1861 | 1157      | [ 4 ] [ 2 ]                                                                                             |
| 1872 | 1166      | am 1. Dezember, in 211 Häusern,                                                                         |
| 1880 | 1187      | am 1. Dezember, auf einer Fläche von 2212 ha, in 199 Häusern, davon 1158 Katholiken und 29 Protestanten |
| 1885 | 1133      | [ 7 ]                                                                                                   |
| 1890 | 1036      | in 183 Wohnhäusern mit 259 Haushaltungen, davon 1012 Katholiken und 24 Protestanten                     |
| 1910 | 1179      | [ 9 ] [ 10 ] [ 7 ]                                                                                      |

| Jahr      | 1962 | 1968 | 1975 | 1982 | 1990 | 1999 | 2007 | 2017 |
| Einwohner | 818  | 850  | 696  | 612  | 607  | 767  | 841  | 752  |

## Sprache
Die Gegend um Lapoutroie ist eines der wenigen elsässischen Gebiete mit originär frankophoner Regionalsprache. Beim vom Aussterben bedrohten Welche (dt. Welsch) oder Vosgien handelt es sich um einen galloromanischen Dialekt aus der Gruppe der Langues d’oïl, der eng mit dem Wallonischen verwandt ist.